# 伯努瓦·佩希尔
伯努瓦·佩希尔（法語：Benoît Peschier，1980年5月21日—），法国男子皮划艇运动员。他曾代表法国参加2004年夏季奥林匹克运动会皮划艇比赛，获得男子单人皮艇激流金牌。